# SV Germania Schöneiche
Sportverein Germania 1990 Schöneiche e.V. é uma agremiação esportiva alemã, sediada em Schöneiche, em Brandemburgo.

## História
O primeiro predecessor da associação de hoje foi a ginástica do clube Germania MTV Kleinschönbeck Schöneiche, fundada em 1894. No rescaldo da Segunda Guerra Mundial as autoridades aliadas ocuparam e dissolveram todas organizações em todo o país, incluindo as esportiva. O Germania foi restabelecido como SG Schöneiche e tomou parte da Alemanha Oriental, ocupada pela União Soviética. 
Como era comum no país comunist, até os anos 1950 e 1960, a equipe sofreu diversas mudanças de nome, jogando como BSG Schöneiche Lokomotive, BSG Motor Friedrichshagen, BSG Motor Ostend, BSG Empor Köpenick e TSG Schöneiche. Antes da reunificação alemã o clube era conhecido como BSG ZBE Landbau Schöneiche. O retrospecto não dispõe de qualquer verdadeiro sucesso, limitado apenas às competições locais da liga.

### Tom Persich na final Brandenburg Pokal em 2009

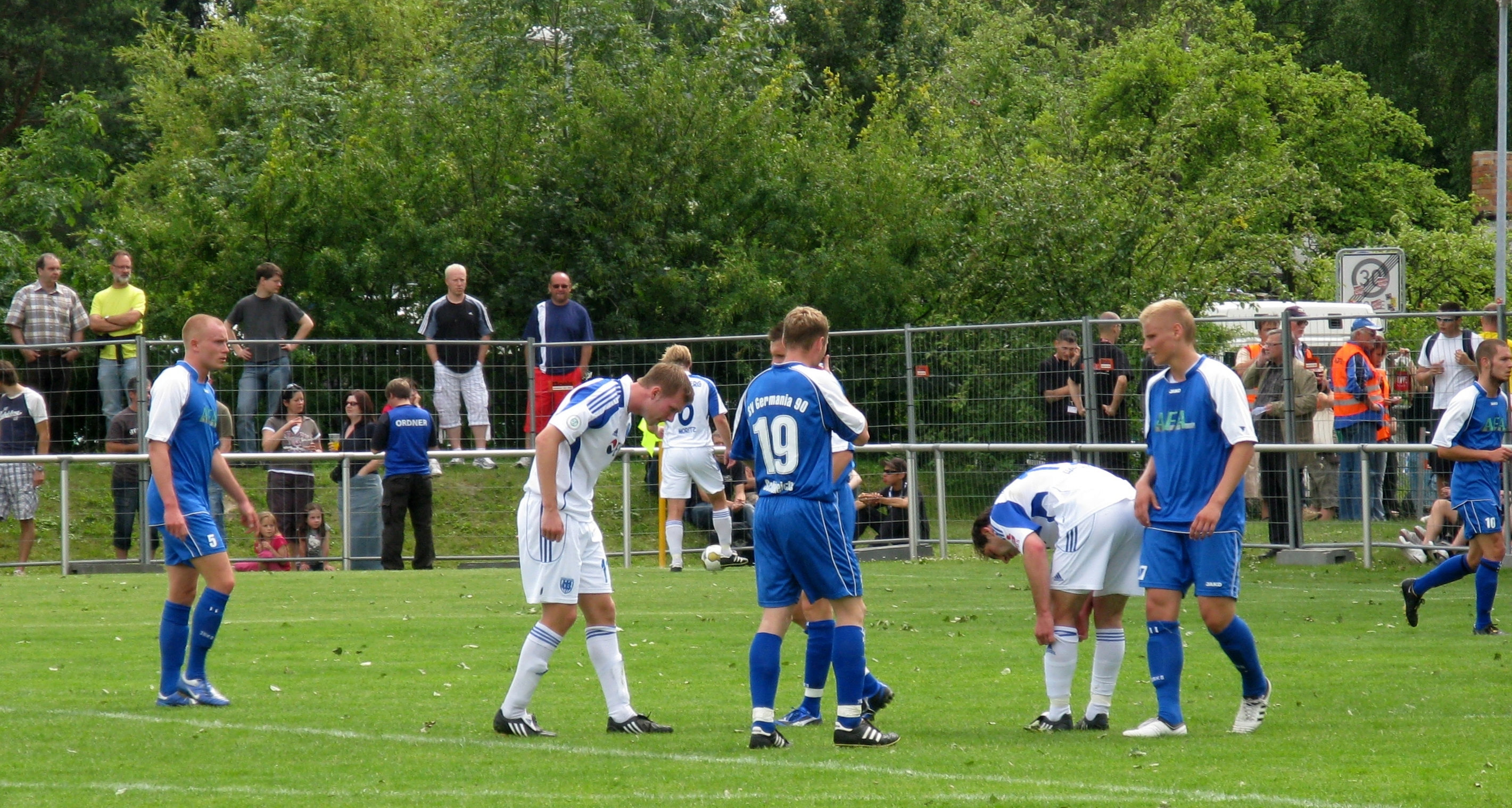
Copa de Brandemburgo 2009: Schöneiche - Babelsberg

Após a reunificação, em 1990, o clube foi rebatizado SV Germania Schöneiche e, em meados dos anos 1990, os futebolistas começaram a mostrar sinais de início de melhora ao se promoverem da Berzirksliga Brandenburg (VII), com antecipação, para a Landesliga Brandenburg/ Nord (VI), em 1997. Dois anos depois, o time conseguiu a promoção para a Verbandsliga Brandenburg (VI), na qual iria competir para os próximos sete anos, até vencer o título da divisão, em 2006, e subindo para o Oberliga Nordost/ Nord (V).
O Schöneiche ganhou a Copa de Brandemburgo, a Pokal Brandenburg, em 2004 e, posteriormente, participou da rodada de abertura de 2004-2005 da Copa da Alemanha, competição na qual foi eliminado por 2 a 1, na primeira fase pelo clube da 2.Bundesliga, Munique 1860. Em 2009, novamente o Schöneiche chegou à final, mas perdeu o jogo no próprio estádio contra o SV Babelsberg 03 por 1 a 0.

## Títulos
- Landesliga Brandenburg/Nord (VI) Campeão: 1999;
- Verbandsliga Brandenburg ("Brandenburgliga") (VI) Campeão: 2006;
- Brandenburg Pokal (Brandenburg Cup) Campeão: 2004;
- 1° ase da DFB-Pokal (Copa da Alemanha) 2004-2005 (derrota para o Munique 1860);